# Foolish
„Foolish” este un cântec al interpretei de muzică rhythm and blues de origine americană, Ashanti. Piesa a fost compusă de Irv Gotti și a fost inclusă pe primul material discografi ce studio al artistei, Ashanti. „Foolish” a fost lansat ca primul disc single al albumului în Statele Unite ale Americii, pe data de 26 februarie 2002 și în Regatul Unit la data de 30 iulie 2002.
Discul single s-a bucurat de succes în Statele Unite ale Americii, unde a obținut locul 1 atât în Billboard Hot 100, cât și în Billboard Hot R&B/Hip-Hop Songs. De asemenea, „Foolish”, a devenit obținut succes la nivel mondial, ocupând poziții de top 10 în țări precum Australia, Noua Zeelandă sau Regatul Unit.

## Lista Melodiilor
Disc single distribuit în Europa
1. „Foolish” [editare radio] - 3:52
2. „Necio” (versiune în limba spaniolă) - 3:52
3. „Foolish” [negativ] - 3:52

Maxi single distribuit în Australia și SUA
1. „Foolish” [editare radio] - 3:52
2. „Foolish” [versiunea de pe album] - 3:48
3. „Foolish” [negativ] - 3:51
4. „Foolish” [videoclip]

Disc single distribuit în Regatul Unit
1. „Foolish” [versiunea de pe album] - 3:48
2. „Unfoolish” [versiunea de pe album, cenzurată] - 3:15
3. „Foolish” [remix]
4. „Foolish” [videoclip]

## Clasamente
| Clasament                            | Poziția Maximă | Referință |
| ------------------------------------ | -------------- | --------- |
| Australia Singles Chart              | 6              | [ 5 ]     |
| Austria Singles Chart                | 49             | [ 5 ]     |
| Belgian Singles Chart (Flandra)      | 49             | [ 5 ]     |
| Belgian Singles Chart (Valonia)      | 37             | [ 5 ]     |
| Brasil Hot 100                       | 20             | [ 8 ]     |
| Dutch Singles Chart                  | 12             | [ 5 ]     |
| Euro 200                             | 10             | [ 9 ]     |
| France Singles Chart                 | 62             | [ 5 ]     |
| New Zealand Singles Chart            | 8              | [ 5 ]     |
| Ireland Singles Chart                | 14             | [ 10 ]    |
| Swiss Singles Chart                  | 15             | [ 5 ]     |
| Swedish Singles Chart                | 52             | [ 5 ]     |
| Romanian Top 100                     | 47             | [ 11 ]    |
| UK Singles Chart                     | 4              | [ 6 ]     |
| UK R&B Chart                         | 1              | [ 6 ]     |
| U.S. Billboard Hot 100               | 1              | [ 4 ]     |
| U.S. Billboard Hot R&B/Hip-Hop Songs | 1              | [ 4 ]     |
| United World Chart                   | 6              | [ 12 ]    |